# Lymantria albolunulata
Lymantria albolunulata este o specie de molii din genul Lymantria, familia Lymantriidae, descrisă de Moore 1879 Conform Catalogue of Life specia Lymantria albolunulata nu are subspecii cunoscute.